# Cycle de Linn

Le Cycle de Linn, écrit par A. E. van Vogt (Canada), se compose de deux romans de science-fiction :
- L'Empire de l'atome (en anglais Empire of the Atom, 1956) ;
- Le Sorcier de Linn (en anglais The Wizard of Linn, 1962).

La traduction en français de ces deux romans a paru en 1967.

## Essai
Il s'agit d'une énorme fresque historique projetée dans le futur. Cette transposition de l'empire romain, basée sur Moi, Claude de Robert Graves, explore comment un homme puissant et bienveillant pourrait fonctionner dans une société qui rappelle l'Empire romain d'antan. 
Les puissants de cette société utilisent les mêmes méthodes qu'au temps de l'Empire romain : meurtres, corruptions et chantages. Parmi ceux-ci, un jeune homme, déformé à la suite de l'exposition à des radiations atomiques, tente de sauver sa vie sans éliminer préventivement ses ennemis. Il tente aussi de sauver la Terre des différentes tentatives de la détruire : guerres de conquête qui tournent mal, soulèvement d'esclaves, attaque contre les armées terrestres et attaques de la part d'extraterrestres. 
Il a contre lui plusieurs intrigants puissants, ainsi que le rejet populaire, puisqu'il est un mutant. Par contre, il a pour lui son intelligence supérieure, sa formation scientifique et politique, tout comme des connaissances fragmentaires sur la science des anciens terrestres et extraterrestres.